# Koniec wieczności
Koniec wieczności (tyt. oryg. The End of Eternity) – powieść fantastycznonaukowa Isaaca Asimova, wydana przez Doubleday w 1955 r., polskie tłumaczenie ukazało się nakładem wydawnictwa Iskry w serii Fantastyka-Przygoda w 1969 r. 

## Opis fabuły

### Wieczność
Książka opowiada o Wieczności – organizacji oraz miejscu istniejącym poza czasem. Zadaniem członków Wieczności, zwanych wiecznościowcami, jest dokonywanie drobnych zmian w historii ludzkości w celu zmiany rzeczywistości na lepsze. Idea przyświecająca Wieczności to osiągnięcie większej sumy szczęścia wszystkich ludzi. Najważniejsi członkowie w hierarchii Wieczności, zwani kalkulatorami, obliczają minimum niezbędnych zmian, czyli czynności, które muszą zostać wykonane w określonym momencie czasu wraz z ich konsekwencjami. Te zmiany są wprowadzane przez ludzi zwanych technikami, którzy osobiście podróżują w czasie. W wieczności pracują również obserwatorzy, którzy podróżują w czasie wyłącznie w celu dostarczenia niezbędnych informacji kalkulatorom.
Wiecznościowcy odkryli, że wprowadzane zmiany obejmują zazwyczaj kilkadziesiąt lat, a po tym czasie rzeczywistość wraca do podobnego stanu. W ten sposób zmiana losów konkretnego człowieka może mieć wpływ na losy jego epoki, ale nie zmieni wydarzeń mających miejsce za kilka tysięcy lat.

### Technik Harlan
Książka rozpoczyna się w momencie, gdy obserwator Andrew Harlan spotyka się z wpływowym kalkulatorem Twissellem, który proponuje mu awans na stanowisko technika w zamian za przeszkolenie nowego wiecznościowca Coopera. Zadaniem Harlana jest wprowadzenie Coopera w epokę prymitywu, czyli okresu historycznego przed podróżami w czasie, które rozpoczęły się w 27. stuleciu. Jednocześnie w Wieczności pojawia się kobieta Noÿs Lambent, w której zakochuje się Harlan. Technik odkrywa, że Cooper
ma zostać wysłany wstecz do czasów prymitywu, gdyż jest on odkrywcą praw umożliwiających podróżowanie w czasie, choć sam o tym nie wie. Harlan uświadamia sobie, że jeżeli odesłanie Coopera w przeszłość się nie powiedzie, to cała Wieczność przestanie istnieć, gdyż nigdy nie zostanie wynaleziona.